# Amimenipaty
Amimenipaty, jedno od nekadašnjih malenih plemena Unalachtigo Indijanaca, šire skupine Delaware, naseljeno u vrijeme prvih kontakata s Europljanima na području današnjeg Edgemoora, okrug New Castle u sjevernom Delawareu.